# Castillo de Peyrepertuse
El castillo de Peyrepertuse (en occitano Pèirapertusa, en catalán Perapertusa, cuyo significado es "piedra recortada" o "taladrada"), se encuentra en la localidad francesa de Duilhac-sous-Peyrepertuse, de la región de Occitania y región natural de las Corbières. Durante los siglos XII y XIII fue uno de los castillos cátaros y posteriormente uno de los "Cinco hijos de Carcasona" junto con el de Quéribus que se encuentra a 7 km de distancia en línea recta.

## Geografía

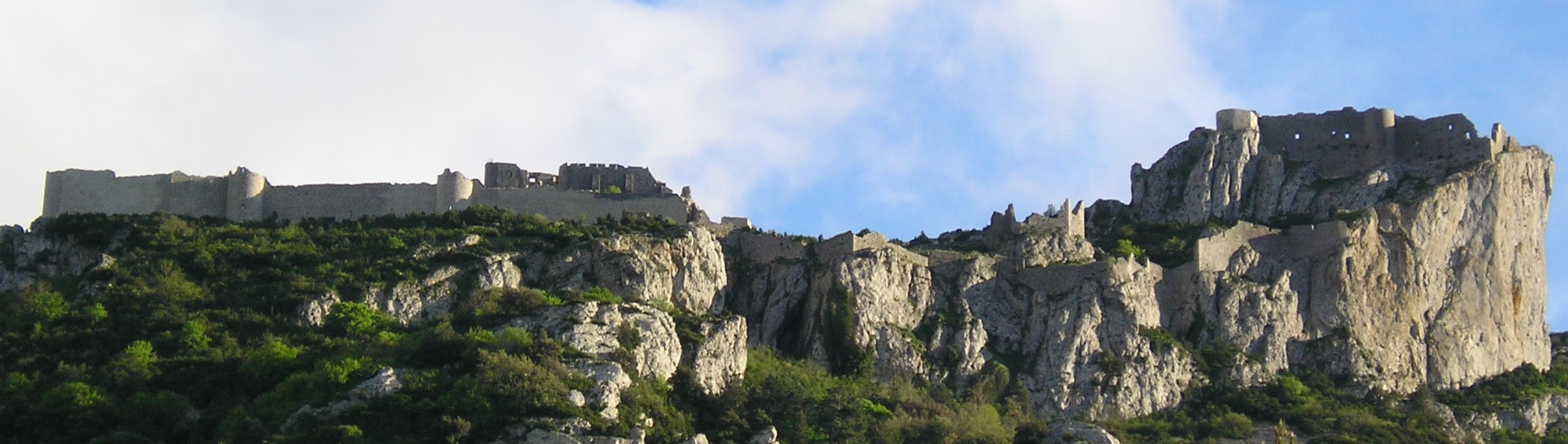
Vista del lado norte del castillo de Peyrepertuse.

El castillo se encuentra edificado en una cresta rocosa de unos 400 m de longitud, de una montaña de las Corbières, a una altitud sobre el nivel del mar de 800 m s. n. m., posición estratégica que permite vigilar los diferentes valles que lo rodean, controlar diferentes puertos de montaña y la comunicación de señales con el castillo de Quéribus.

## Historia
Se sabe que el lugar fue ocupado desde la época romana gracias a excavaciones recientes que han descubierto varios vestigios que se remontan a principios del siglo I a. C.
La primera mención al castillo es del año 1050 (siglo XI), donde se cita que pertenece al condado de Besalú. Durante el siglo XII, en el año 1115 la iglesia es donada al priorato de Serrabona. Posteriormente, en el 1162 la fortaleza pasa a pertenecer al condado de Barcelona.

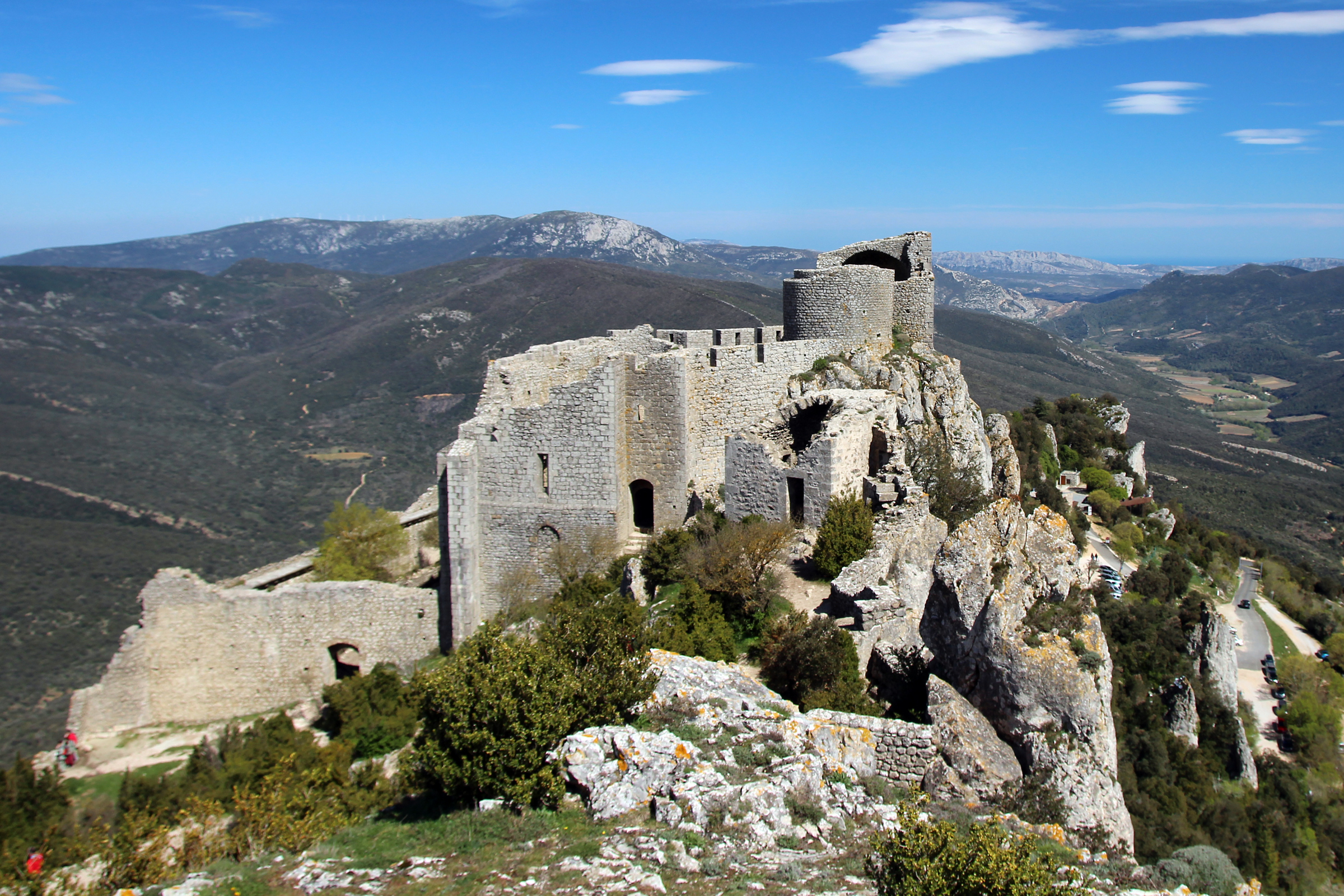
Vista general del castillo "bajo" o primitivo de Peyrepertuse.

En la cruzada contra los cátaros, Guillem de Peyrepertuse no quiso someterse y fue excomulgado en 1224. Después del fracaso del sitio a Carcasona, Guillem finalmente se sometió y el castillo pasó a posesión real francesa, en noviembre de 1240.
Dos años más tarde, el rey Luis IX de Francia ordenó reconstruir la Torre del homenaje, la iglesia y construir la escalera que lleva su nombre (escalera de San Luis) además de una nueva fortificación, un segundo castillo, en la parte más alta de la cresta rocosa con una nueva torre del homenaje.
Durante la guerra del reino de Francia con la corona de Aragón, Peyrepertuse desarrolló un importante papel como bastión defensivo y estratégico de la frontera sur del reino francés, confirmado en 1258 por el Tratado de Corbeil.
A mediados del siglo XIV, el rey de Francia Carlos V, autoriza a Enrique de Trastámara, en aquel momento pretendiente a la corona de Castilla, a refugiarse en el castillo tras la derrota en la batalla de Nájera.
Declarado como lugar fronterizo por el Tratado de los Pirineos (1659), Peyrepertuse fue ocupado por una pequeña guarnición comandada por oficiales subalternos hasta ser abandonado definitivamente durante los primeros años de la Revolución francesa. Vendido como Bien Nacional en 1820, no es hasta el año 1950 que se inician las primeras campañas de consolidación del monumento.

## Arquitectura del castillo

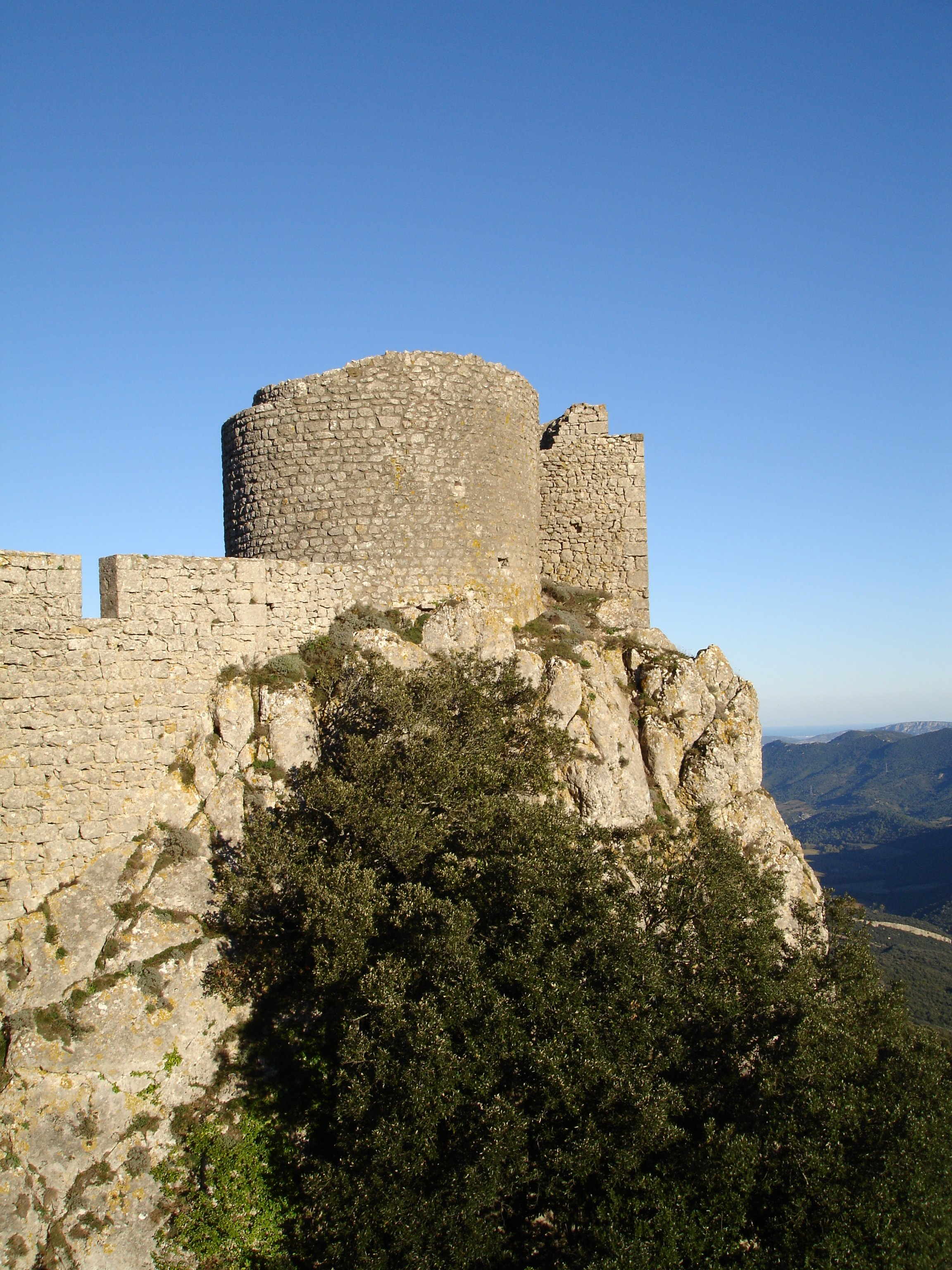
Torre del homenaje del castillo de Peyrepertuse.

La amplitud de sus muros y la calidad de sus construcciones hacen del castillo de Peyrepertuse el más importante conjunto y el más remarcable ejemplo de arquitectura militar en la Edad Media del Languedoc.
Tiene una longitud de 300 m por 50 m de ancho, conservando actualmente 2,5 km de murallas con su camino de ronda. Una vez dentro del recinto se observa que más que una fortaleza es una villa medieval. 

### El castillo bajo o primitivo
El primer recinto, en la parte oriental y más baja de la cresta, es donde encontramos las construcciones más antiguas. Solo es accesible a través de una pequeña puerta de entrada defendida por una barbacana. De planta triangular y rodeado por una muralla de 102 m de longitud flanqueada por torres semicirculares, está constituido por un patio central alrededor del cual se apoyan las diversas construcciones. A la izquierda, la Torre del homenaje, a la derecha la capilla de Santa María Bastida (1115) con una pequeña habitación adosada, era a la vez lugar de culto y refugio. En ella encontramos una combinación entre la simplicidad del románico en su ábside y cubierta en vuelta de cañón, la fortificación de todos sus elementos arquitectónicos, y otra muralla en la cual se abre una puerta en arco de medio punto. Esta puerta da a una pequeña estancia cerrada por un segundo muro.

### Patio medio
Mucho más grande que el anterior, el patio medio se extiende hasta los límites extremos del precipicio. Queda muy poco de él, apenas los vestigios de una estructura pentagonal con aspilleras y la muralla con su camino de ronda.

### El castillo nuevo o de San Jorge
Encima de un estrecho promontorio de la cresta montañosa, en la zona norte, encontramos edificado el castillo de San Jorge. Es una fortaleza dentro de la fortaleza. La escalera de acceso, la famosa "Escalera de San Luis", está construida al borde de un impresionante precipicio; un tramo de unos sesenta escalones tallado en la roca. Entre las habitaciones de la torre del homenaje se encuentra la capilla de Sant Jordi con nave única y ábside semicircular.